# Liste de maisons d'édition numérique
 (mars 2012).
Cet article liste les principales maisons d'édition francophones uniquement numériques.

## Liste desmaisons d'éditionfrancophones numériques

### A
- Abat-jour, Éditions de l' - littérature atypique, humour noir, mauvais genre revendiqué
- Adrénalivre - jeunesse, narrations immersives
- Alain Adijès Éditions - littérature
- Allumette, L' - Écriture de soi.
- Apprimerie, L' - jeunesse, etc.
- Aquilon, L' - littérature de voyage, carnets de route, récits d'aventures : nouvelles et romans
- Arbre d’Or Editions - Littérature
- Arcades Ambo éd., littérature, arts, sciences humaines, etc.
- Art, Book, Magazine - art, littérature, etc.
- Arrosoir, Les éditions de l’ - Édition et vente de la collection « Un jour – Un métier » : des contenus documentaires jeunesse, numériques et imprimés, sur le thème des métiers
- Arvensa Editions - Les œuvres complètes des plus grands auteurs classiques aux formats ePub, PDF et mobi, libres de toutes protections
- AtmosFeel - Littérature formats courts et audio
- Ateliers de sens public - essais, édition scientifique en libre accès, éditions augmentées
- Atramenta - Littérature, Œuvres sous licence Creative Commons BY SA 3.0 aux formats ePub et PDF.
- Autre sphère - jeunesse

### B
- BookLab - livres enrichis
- Bouquineo - fiction, littérature
- B.Sensory - littérature érotique connectée

### C
- Cherry Publishing - romance, littérature jeunesse, etc.
- Chouette Éditions - littérature jeunesse, multilingue
- Clément Éditions - essais, polar, ouvrages médicaux et pratiques, etc.

### D
- D-Fiction - littérature contemporaine, essais, arts plastiques
- D-BookeR - livre d'informatique à la carte

### E
- e-Toiles - littérature jeunesse sur tablettes
- Edicool - nouvelles, polars, romans, collection « Les Dix »
- Éditiö -  Littérature Jeunesse,  Éducatif
- E-Fractions - littérature contemporaine
- ÉLP éditeur - Écouter, Lire, Penser - littérature,  nouvelles, poésie : communauté
- Émoticourt - nouvelles
- Émue - nouvelles, romans, théâtre
- Éditions de l’épée - littérature française contemporaine

### F
- Fondation littéraire Fleur de Lys - littérature générale, etc.

### G
- Gaulois nomade, Le - Romans, nouvelles, poésie, jeunesse
- Gentil Martien - jeunesse
- Goodbye Paper éditions - contes sur tablettes
- Gravitons - art

### H
- Hocusbookus - jeunesse
- Humanis - Littérature populaire et réédition de classiques
- Hypallage Éditions - Romans, nouvelles, poésie, SF – fantasy, théâtre, essai, récit, guides pratiques

### I
- Il était un EBook - romans, nouvelles, jeunesse, fantastique, science fiction, loisirs créatifs, polars, histoire
- indés (les) - littérature, fiction, non-fiction, littérature générale, littérature noire, fantasy, science-fiction, témoignage, biographie, essai
- Inéditeurs - romans augmentés, récits graphiques, oracles
- Is Edition - romans, polars, littérature érotique, humoristique, essais, guides, etc.
- Ivre-book, L' - littérature, romans, nouvelles, jeunesse, fantastique, science fiction, polars, Romance,  littérature érotique

### J
- Jerkbook Éditions - maison d'édition numérique généraliste

### L
- La Mêsonetta littérature contemporaine, romans, poésies, nouvelles et récits étranges, format ePUB

- Láska, Éditions - romance
- Lemaitre éditions - éditeur numérique de contenus éducatifs courts, dont notamment la collection lePetitLitteraire.fr
- Éditions Dominique Leroy  -  littérature érotique
- Libre Court éditions - nouvelles, formes courtes
- Éditions Limina - Maison d'édition strictement numérique, spécialisée dans les textes courts (nouvelles, novellas, essais) avec une orientation en critique sociale et écologie.
- Londres, Les Éditions de - littérature contemporaire, essais, classiques revisités, etc.
- L@ Liseuse - littérature, polars, etc.

### M
- Matopée, Les Éditions - romans noirs, théâtre, conte, recueils de textes (Québec)
- Mots ouverts - romans, nouvelles, etc.
- Editions Le Manifeste - Première maison d'édition de livres numériques au Maroc - littératures, essais, littérature jeunesse, Poésie, audiobooks, etc.

### N
- Numeriklivres - littérature, essais, etc.
- Éditions NeoBook - littérature, polar, SF, Roman historique, nouvelle, etc.
- Neovel - plateforme de diffusion de web-série littéraires. Fantastique, sci-fi, romance, action, ...
- NUM Éditeur - littérature fantastique, romans policiers, roman pour adultes, etc.
- Numilog - littératures, savoirs, pratiques, arts, audiobooks, etc.

### O
- Onlit Éditions - romans

### P
- Panda, Éditions - littérature jeunesse - livre numérique enrichi de narration et d'animation - tablettes tactiles - ePub3
- Pavillons - plateforme numérique québécoise
- Petit Roland - littérature jeunesse
- peuple de Mu, Le - fantastique
- Piterne, La - romans, nouvelles et contes de Normandie, du domaine public
- Ptitinedi - littérature jeunesse
- Publie.net - littérature contemporaine, essais, etc.

### Q
- QazaQ - littérature contemporaine

### R
- raVen, Éditions - littérature, polars, thrillers, fantasy, fantastique, horreur, science-fiction
- Recours au poème éditeur - poésie, essais
- rs | editions - art history, histoire et théorie de l'art, design, mid-century design furniture, beaux livres et livres d'art.
- ReadMyBook - romans, jeunesse
- Readiktion - romans interactifs inédits sur application : romance, policier, thriller, historique, fantastique

### S
- Salines éditions - Romans ; guides sur la faune, la flore, etc. d'auteurs francophones de l'océan Indien ; littérature d'auteurs classiques de La Réunion.
- SmartNovel - feuilletons littéraires sur téléphones mobiles
- Soleil de Poche - jeunesse, tablettes tactiles, guides pratiques, poésie, livres de mer
- Souris Qui Raconte, La - jeunesse, tablettes tactiles
- Sonic Solveig, la maison d'édition numérique musicale.
- Storylab - feuilletons littéraires sur téléphones mobiles et tablettes
- Solstices (les éditions) - micro-édition, livres sérigraphiés, poésie & politique, ebooks

### T
- ToucheNoire - polars, romans noirs, thrillers, nouvelles, etc.

### U
- UPblisher - généraliste (littérature, poésies, philosophie, science-fiction, polars, etc.)

### W
- Whisperies, livre numérique animé pour enfants.

## Prestataires de services pour l'édition numérique
- Alphonse Lab  - éditeur numérique de contenus aux formats epub, pdf, mobi, et d'application mobile
- Bouquineo - E-librairie des éditions Chemins de tr@verse
- Bourdonnaye, La - Édition numérique
- Caractères mobiles- Création et conversion de livres numériques
- Chemins de tr@verse, voir Bouquineo - littérature, éducation, essais, témoignages, culture générale et loisirs, littérature jeunesse
- Creative Digital Book Factory - jeunesse : crée des livres numériques enrichis dans les domaines de la jeunesse et du ludo-éducatif
- EditingPlus - Prestataire numérique et multimédia franco-danois
- Ebook Création - Création ebooks, conversion de fichiers aux formats epub et mobi
- E-Fractions Diffusion (et Éditions) - Plateforme diffusion de livres numériques
- Framabook - La maison d'édition du réseau Framasoft dont la thématique principale est le logiciel libre et sa culture et qui présente la particularité de proposer tous ses livres sous licence libre
- Metatext - Agence éditoriale édition numérique jeunesse
- LEC Digital Books - Réalisation livres numériques
- Presses Électroniques de France - Éditeur et libraire numériques.
- Primento - Distributeur ebook et prestataire numérique franco-belge
- Studio C1C4 inc. - Créations de livres imprimés et de livres numériques, pour éditeurs et auteurs auto-édités.
- Zebook
- 4ePub - Conception éditoriale et réalisation d’ebooks en ePub,
- Infoscribe SAS - XMLisation, OCR, mise en page et Création d'ebooks et d'ePub

## Éditeurs numériques disparus
- 00h00.com et Cylibris
- Audois & Alleuil éditions - jeunesse
- Black-Ebook - Polars, etc.
- ComicWeavessinées - comics, mangas, etc.
- Cyngen Editions - anticipation, science-fiction, thriller, etc.
- Écrivainsenligne - nouvelles
- EPIDAE - romans, essais, nouvelles, ésotérisme
- è®e numérique (émanation des éditions è®e) - littérature contemporaine, essais, arts
- In Libro Veritas - Littérature
- L'Arlésienne - littérature, polar, fantastique, poésie, romans noirs : nouvelles et romans
- Neowood Éditions - littérature, policier, poésie, nouvelle, voyage
- House Made Of Dawn - fantastique, science fiction, thriller, anthologies
- Walrus éditions - maison d'édition de nouvelles et romans, SF, fantasy, livre dont vous êtes le héros et genre nouveau.